# Stenoderus ostricilla
Stenoderus ostricilla är en skalbaggsart som beskrevs av Newman 1850. Stenoderus ostricilla ingår i släktet Stenoderus och familjen långhorningar. Inga underarter finns listade i Catalogue of Life.